# Liste des chaînes de télévision en Algérie
Pour les autres articles nationaux ou selon les autres juridictions, voir Liste de chaînes de télévision par pays.
Cet article présente la liste des chaînes de télévision en Algérie, disponibles actuellement ou anciennement, sur la télévision numérique terrestre, le satellite, le câble, l'IPTV ou le web. 
 Elles sont classées par catégorie,, :

## Chaînes nationales
On compte aujourd'hui plus de 30 chaînes de télévision nationales algériennes, diffusant depuis l'Algérie ou l'étranger. (décembre 2015)

### Généralistes
| Chaîne             | Lieu de diffusion | Propriétaire         | Création                                        | HD  | Commentaire |
| ------------------ | ----------------- | -------------------- | ----------------------------------------------- | --- | --- |
| TV1                | Alger, Algérie    | EPTV                 | 24 décembre 1956                                | Non | |
| TV2                | Alger, Algérie    | EPTV                 | 1994                                            | Non | Deuxième chaîne de télévision publique généraliste d'Algérie, à dominante francophone.                                     |
| TV4                | Alger, Algérie    | EPTV                 | 18 mars 2009                                    | Oui | Quatrième chaîne publique algérienne en langue berbère.                                                                    |
| TV6                | Alger, Algérie    | EPTV                 | 25 mars 2020                                    | Oui | Sixième chaîne publique algérienne orienté vers la jeunesse.                                                               |
| TV8                | Alger, Algérie    | EPTV                 | 1er novembre 2020                               | Oui | Huitième chaîne publique algérienne orienté vers l'histoire                                                                |
| TV9                | Alger, Algérie    | EPTV                 | 26 mai 2022                                     | Oui | Neuvième chaîne publique algérienne orienté vers la politique et les affaires parlementaires                               |
| TV10               | Alger, Algérie    | EPTV                 |                                                 | Oui | |
| Berbère Télévision |                   | Groupe BRTV          | Janvier 2000                                    | Oui | |
| Echourouk TV       | Alger, Algérie    | Groupe Echourouk     | 1er novembre 2011                               | Oui | Chaîne de télévision algérienne du quotidien du même nom dirigée par Ali Fodil (jusqu'au 24 octobre 2019, date de sa mort) |
| El Djazairia One   | Alger, Algérie    | Studio 7, Full Media | 1er mars 2012(nouvelle version) 23 octobre 2011 | Non | |
| Beur TV            |                   | Reda Mehigueni       | 1er mai 2011                                    | Oui | |
| Bahia TV           | Oran, Algérie     | Yousef Jabareen      | 30 janvier 2016                                 | Non | Chaîne de télévision algérienne par satellite                                                                              |
| El Hayat TV        | Alger, Algérie    | Habet Hannachi       | 16 mai 2018                                     | Non | Elle est la dernière chaîne TV à avoir obtenu son agrément. Elle fut agréée les 5 janvier 2020                             |
| El Djazair N1      | Alger, Algérie    | Ibrahim Amer         | 1er octobre 2020                                | Non | |
| El Badil TV        | Alger, Algérie    | Télévision El Badil  | 5 juillet 2020                                  | Oui | fondée et gérée par Souleymen Bakhelili                                                                                    |
| lina television    | Alger, Algérie    | lina television      | 2 octobre 2020                                  | Oui | Une chaîne de télévision familiale et un site d'information fondé et dirigé par bettayeb Djamel                            |
| D1 TV              | Alger, Algérie    | Karim Ben Saïd       | 11 décembre 2020                                | Oui | |
| El Hidhab TV       | Setif, Algérie    | Abdelkader aggoun    | 19 mars 2019                                    | Oui | Chaîne de télévision généraliste privée algérienne basée à Sétif                                                           |

### Mini-généralistes
| Chaîne      | Lieu de diffusion       | Propriétaire    | Création         | Service | HD  | Commentaire                                                        |
| ----------- | ----------------------- | --------------- | ---------------- | ------- | --- | ------------------------------------------------------------------ |
| El Bilad TV |                         | Groupe El Bilad | 16 février 2014  |         | Oui | Était une chaîne d'info (El Bilad News), puis devenue généraliste. |
| Numidia TV  |                         |                 | 3 septembre 2012 | Fremée  | Non | Était une chaîne d'info (Numidia News), puis devenue généraliste.  |
| Salam TV    |                         |                 |                  |         | Non |                                                                    |
| Al Makam    |                         |                 |                  | Fremée  | Non |                                                                    |
| Jil TV      |                         |                 |                  | Fremée  | Oui | N'a aucune relation avec la radio publique Jil FM.                 |
| El Aggar TV |                         |                 | 10 janvier 2018  |         | Non |                                                                    |
| El Fadjr TV | Sidi Bel-Abbès, Algérie | Ibn Chanfara    | 11 octobre 2015  |         | Non |                                                                    |

### Éducation
| Chaîne               | Lieu de diffusion | Propriétaire | Création    | HD  | Commentaire               |
| -------------------- | ----------------- | ------------ | ----------- | --- | ------------------------- |
| Algérie 7 El Maarifa | Alger, Algérie    | EPTV         | 19 mai 2020 | Oui | Septième chaîne publique. |

### Information en continu
| Chaîne                 | Propriétaire     | Création          | HD  |                                                                                                 |
| ---------------------- | ---------------- | ----------------- | --- | ----------------------------------------------------------------------------------------------- |
| TV3 El Ikhbariya       | EPTV             | 5 juillet 2001    | Oui | Initialement déclinaison internationale de TV1, est devenue une chaîne d'information en continu |
| Ennahar TV             | Groupe Ennahar   | 6 mars 2012       | Oui |                                                                                                 |
| Echourouk News         | Groupe Echourouk | 20 mars 2014      | Oui |                                                                                                 |
| Algérie Presse Service | APS              | 2017              | Non |                                                                                                 |
| AL24 News              |                  | 1er novembre 2021 | Oui |                                                                                                 |

### Sports
| Chaîne              | Propriétaire          | Création          | HD  |
| ------------------- | --------------------- | ----------------- | --- |
| El Heddaf TV        | Groupe El Heddaf      | 1er juin 2014     | Non |
| Kawaliss TV         | Bachir Boufendi       | 10 novembre 2017  | Non |
| Canal Sport         |                       |                   | Non |
| ESS TV              |                       |                   |     |
| ESSETIF TV          | Sahli Group           |                   |     |
| MC Alger TV         |                       |                   |     |
| USM Alger TV        |                       |                   |     |
| JS Kabylie TV       |                       |                   |     |
| CR Belouizdad TV    |                       |                   |     |
| CS constantinois TV |                       |                   |     |
| USM El Harrach      |                       |                   |     |
| JSM Béjaïa TV       |                       |                   |     |
| MO Béjaïa TV        |                       |                   |     |
| DRB Tadjenanet TV   |                       |                   |     |
| DZ Sport            | Karoui & Karoui World | 1er novembre 2019 | Non |

### Films et series
| Chaîne     | Propriétaire  | Lieu de diffusion | Création | HD  |
| ---------- | ------------- | ----------------- | -------- | --- |
| DTV Cinéma | Mourad Mechai | Oran              | 2016     | Oui |
| Showroom   | Sahli Group   |                   |          |     |

### Musique
| Chaîne        | Propriétaire | Création         | HD  |
| ------------- | ------------ | ---------------- | --- |
| Berbère Music | Groupe BRTV  | 25 novembre 2008 | Oui |

### Tourisme
| Chaîne   | Reda Mehigueni | Création    | HD  |
| -------- | -------------- | ----------- | --- |
| Chams TV |                | 8 juin 2017 | Non |

### Jeunesse
| Chaîne             | Propriétaire | Création         | HD  |
| ------------------ | ------------ | ---------------- | --- |
| Algérie 9 Jeunesse | EPTV         | décembre 2020    | Oui |
| Berbère Jeunesse   | Groupe BRTV  | 25 novembre 2008 | Oui |
| Djurdjura TV       | Dar Al Waii  | 16 mai 2013      |     |
| 4 Kids TV          |              |                  |     |
| Amou Yazid TV      | Amou Yazid   |                  |     |

### Histoire
| Chaîne             | Propriétaire | Création          | HD  |
| ------------------ | ------------ | ----------------- | --- |
| Algérie 8 Histoire | EPTV         | 1er novembre 2020 | Oui |

### Cuisine
| Chaîne         | Propriétaire     | Création         | HD  |
| -------------- | ---------------- | ---------------- | --- |
| Samira TV      | Samira Bezaouia  | 1er juillet 2013 | Oui |
| Benna TV       | Groupe Echourouk | 19 mars 2015     | Oui |
| Zahra TV       |                  |                  |     |
| El Djawhara TV |                  |                  |     |

### Religion
| Chaîne                      | Propriétaire | Création         | HD  |
| --------------------------- | ------------ | ---------------- | --- |
| Algérie 5 Saint Coran       | EPTV         | 18 mars 2009     | Non |
| Al Anis                     |              | 2015             | Oui |
| CNA (Chaine Nord Africaine) |              | 2011             | Non |
| Mohammad Rasoul Allah       |              |                  |     |
| Almadjala                   |              | 19 décembre 2017 | Non |

### Opposition
| Chaîne          | Propriétaire | Création        | HD  |
| --------------- | ------------ | --------------- | --- |
| Al Magharibia   | Samy Abassi  | 23 octobre 2011 | Non |
| Al Magharibia 2 | Samy Abassi  |                 | Non |

## Chaînes régionales
On retrouve peu de chaînes de télévision régionales en Algérie:
| Chaîne            | Propriétaire        | Lieu de diffusion | Aire           | Création        | HD  |
| ----------------- | ------------------- | ----------------- | -------------- | --------------- | --- |
| TV1 Alger         | EPTV                | Alger             | Algérois       |                 | Non |
| TV1 Oran          | EPTV                | Oran              | Oranie         |                 | Non |
| Bahia TV          | Youcef Djebbari     | Oran              | Oranie         | 11 avril 2017   | Non |
| DTV               | Mourad Mechai Media | Oran              | Oranie         | 1er mars 2015   | Non |
| TV1 Constantine   | EPTV                | Constantine       | Constantinois  |                 | Non |
| L'Index TV        |                     | Constantine       | Constantinois  | 8 décembre 2012 | Non |
| Sétif News        |                     | Sétif             | Hauts-Plateaux |                 | Non |
| Sétif Tawassol    |                     | Sétif             | Hauts-Plateaux |                 | Non |
| TQ5TV (Taqvaylit) |                     |                   | Kabylie        |                 | Non |
| TV1 Béchar        | EPTV                | Béchar            | Sahara         |                 | Non |
| TV1 Ouargla       | EPTV                | Ouargla           | Sahara         |                 | Non |
| Sahara TV         |                     |                   | Sahara         | 2015            | Non |
| Tassili TV        | Sahli Group         |                   | Sahara         |                 | Non |

## Autres chaînes
| Chaîne                   | Propriétaire     | Création    | HD  | Commentaire                                                                     |
| ------------------------ | ---------------- | ----------- | --- | ------------------------------------------------------------------------------- |
| RASD TV                  | Front Polisario  | 20 mai 2009 | Non | Chaîne diffusant pour les réfugiés sahraouis à Tindouf.                         |
| Nessma                   | Nessma Broadcast |             | Non | Chaîne maghrébine ciblant les téléspectateurs algériens.                        |
| TV5 Monde Maghreb Orient | TV5MONDE S.A.    |             | Oui | Chaîne francophone pour les pays du Maghreb et du Moyen-Orient, dont l'Algérie. |
| AFYA TV                  |                  |             |     |                                                                                 |
| Sabil TV                 |                  |             |     |                                                                                 |
| Salsabil TV              |                  |             |     |                                                                                 |
| Mouja TV                 |                  |             |     |                                                                                 |
| STV                      |                  |             |     |                                                                                 |
| Gags TV                  |                  |             |     |                                                                                 |
| Kilshy                   |                  |             |     |                                                                                 |
| Drama                    |                  |             |     |                                                                                 |
| Dzair 24                 |                  |             |     |                                                                                 |
| Dzair Jannah             |                  |             |     |                                                                                 |

## Chaînes sur web
Il est difficile de définir le nombre exact des Web TV algériennes. Ceci n'est qu'une liste réduite:
| Chaîne                     | Propriétaire                 | Statut                 |
| -------------------------- | ---------------------------- | ---------------------- |
| APS Web TV                 | Algérie Presse Service       | Information            |
| JSK TV                     | Jeunesse Sportive de Kabylie | Sports                 |
| Bled Music                 |                              | Musique                |
| webtv université de Bejaia | Université de Béjaïa         | Enseignement supérieur |
| Algérie Première           |                              | Régionales             |
| Yal TV                     |                              | Régionales             |
| Cirta TV                   |                              | Régionales             |

## Chaînes disparues
Plusieurs chaînes de télévision algériennes sont créées puis ont arrêté d'émettre. Voici quelques-unes:
| Chaîne                | Propriétaire          | Création          | Disparition      | Commentaire |
| --------------------- | --------------------- | ----------------- | ---------------- | --- |
| Al Adjwaa             | Groupe El Adjwaa      | 5 octobre 2013    | 15 novembre 2022 | Fermée sur décision des autorités algériennes                                                                     |
| Alama TV              |                       | 2016              | 2 septembre 2016 | |
| Alasr TV              |                       |                   | 6 avril 2016     | |
| Al Makam TV           |                       |                   | 9 novembre 2015  | |
| Atlas TV              |                       | 13 mai 2013       | 16 mars 2014     | Chaîne généraliste fermée par les autorités algériennes.                                                          |
| Banou Tamim           |                       |                   | 10 novembre 2017 | |
| BnkTV                 | BnkTV                 | 9 juin 2014       | 2015             | Était connue sous le nom de Hoggar News avant le rachat par la société BnkTV. N'a aucune relation avec Hoggar TV. |
| CMM                   | Channel Media Maghreb | 2013              | 2013             | Apparue après la disparition de Djurdjura Atfal                                                                   |
| Echourouk 2           | Groupe Echourouk      |                   |                  | Diffusait les promos de la nouvelle programmation d'Echourouk TV.                                                 |
| Elahrayer TV          |                       |                   | 3 juin 2015      | |
| El Watan DZ           |                       | 19 février 2014   | octobre 2015     | Chaîne généraliste fermée par les autorités algériennes.                                                          |
| Ennahar Documentaires | Groupe Ennahar        |                   |                  | Chaîne reprenant les documentaires de la chaîne d'info Ennahar TV.                                                |
| Ennahar Laki          | Groupe Ennahar        | 2016              | 2017             | Anciennement Zahra TV puis Ennahar Films                                                                          |
| Ghazel TV Drama       |                       |                   | 10 novembre 2017 | |
| Gouraya TV            |                       |                   | 10 novembre 2017 | Chaîne locale pour la wilaya de Béjaïa                                                                            |
| Hoggar TV             | Hassane Boumaaraf     | 23 avril 2012     | 7 novembre 2017  | Chaîne mini-généraliste.                                                                                          |
| Kawaliss TV           |                       | 25 novembre 2013  | 15 décembre 2013 | Chaîne mini-généraliste à tendance sportive.                                                                      |
| Khalifa TV            | Groupe Khalifa        | 12 septembre 2002 | 15 mars 2005     | Diffusait depuis Paris puis Londres.                                                                              |
| Le Président          |                       | 2014              | 2014             | Chaîne de la campagne électorale du président Bouteflika pour les élections présidentielles de 2014.              |
| L'Espoir              |                       | 2014              | 2014             | Chaîne de la campagne électorale du candidats Ali Benflis pour les élections présidentielles de 2014.             |
| L'index               |                       |                   | 16 décembre 2016 | Chaîne de télévision du quotidien constantinois l'Index algérien.                                                 |
| M'sila DZ TV          |                       |                   | 21 avril 2017    | |
| Nessma Verte          | Nessma Broadcast      |                   | 31 décembre 2013 | Version algérienne de la chaîne tunisienne Nessma, arrêtée pour des raisons financières.                          |
| RHB TV                |                       |                   | 10 novembre 2017 | |
| RTV Algérie           |                       |                   | 10 novembre 2017 | |
| Salam TV              |                       |                   | 6 janvier 2016   | |
| Sihati TV             |                       | 2015              | 15 janvier 2016  | |
| Stade News            |                       | 12 mars 2014      |                  | Chaîne sportive.                                                                                                  |
| Wiam TV               | Abdelaziz Bouteflika  | 2014              | 24 mai 2014      | Chaîne de la campagne électorale du président Bouteflika pour les élections présidentielles de 2014.              |

## Remarque
De nombreuses chaînes de télévision françaises et arabes sont recevables via les satellites Hotbird, Astra, Eutelsat W5A, Nilesat et Arabsat ; en clair ou en s'abonnant à l'un des bouquets proposés (Canalsat, BeIn, OSN, MyHD)